# ヤング・ドクター
『ヤング・ドクター』（A Young Doctor's Notebook）は2012年から2013年まで放送されたイギリスのブラックコメディ・ドラマシリーズ。原作はミハイル・ブルガーコフの『A Country Doctor's Notebook』。20世紀初頭のロシアを舞台に、小さな村の病院で修行する若い医師の物語である。出演はジョン・ハム、ダニエル・ラドクリフ。
シーズン1はSky Artsで2012年12月6日から27日まで放送され、シーズン2は2013年11月21日から放送された。
米国では2013年10月2日からOvationで放送された。
日本ではWOWOWで2014年2月8日にシーズン1の全4話が2話ずつまとめて放送された。

## ストーリー
ロシア革命のただ中にある1917年、ロシアの僻地の病院に医学校を卒業したばかりの新米医師（ヤング・ドクター）が派遣される。小柄で童顔、見るからに頼りない彼は、17年後の自分（シニア・ドクター）の幻やベテラン看護師らの助けによって何とか医師としての仕事をこなして行くが、過度の重圧と世間から隔絶した環境によって心身ともに疲弊して行き、その苦しみから逃れるために遂にはモルヒネに手を出してしまう。
17年後の1934年のモスクワ。かつての「ヤング・ドクター」は医師としての経験は充分に積んだものの、モルヒネ中毒が悪化し、NKVDの取り調べを受けている。

## キャスト
ヤング・ドクター
演 - ダニエル・ラドクリフ、日本語吹替 - 小野賢章
モスクワの医学校を卒業したばかりの新米医師。
シニア・ドクター
演 - ジョン・ハム、日本語吹替 - 山寺宏一
ヤング・ドクターの17年後。モルヒネ中毒。
ペラゲーヤ
演 - ロージー・カヴァリエロ、日本語吹替 - 須部和佳奈
助産婦。ヤング・ドクターの性処理の相手。
准医師
演 - アダム・ゴドリー、日本語吹替 - 斎藤志郎
何かとヤング・ドクターに絡みたがる鬱陶しい男。
アンナ
演 - ヴィッキー・ペッパーダイン、日本語吹替 - 棚田恵美子
ベテラン看護師。先代の医師を心底尊敬し、何かと引き合いに出す。
イェゴリッチ
演 - ショーン・パイ、日本語吹替 - 山内健嗣
御者。
NKVDキリル
演 - ティム・スティード、日本語吹替 - 根本泰彦
シニア・ドクターを取り調べる。
アレクサンドル（シーズン1 第2話）
演 - コリン・ホルト、日本語吹替 - 梶雅人
大怪我をした少女の父親。
ズビンカ（シーズン1 第2話）
演 - ジャニーン・デュヴィツキ、日本語吹替 - 井上祐子
ベラドンナ・チンキを1瓶飲んだと言う患者。
裁判官（シーズン1 第3話） / レオポルド・レオポルドヴィッチ（シーズン1 第4話）
演 - クリストファー・ゴッドウィン、日本語吹替 - 佐々木省三
ヤング・ドクターの前任の医師。既に亡くなっている。ヤング・ドクターの見た幻として登場。
アクシーニャ（シーズン1 第3話）
演 - ジェニー・ギャロウェイ、日本語吹替 - くじら
重病の少女の祖母。乱暴者。
ピョートル（シーズン1 第3話）
演 - ティム・キー、日本語吹替 - 梶雅人
肘を痛めた患者。
エレナ（シーズン1 第3話）
演 - ウェンディ・ノッティンガム、日本語吹替 - 井上祐子
重病の少女の母親。
クララ（シーズン1 第3話）
演 - カーラ・ホーガン、日本語吹替 - 宮下典子
産気づいた妊婦。

## 作品の評価
Rotten Tomatoesによれば、評論家支持率はシーズン1が100%、シーズン2が67%、シリーズ全体では83%となっている。
Metacriticによれば、シリーズ全体で評論家による採点の平均点は100点満点中82点となっている。